# 高等教育認證委員會
高等教育認證委員會（英語：Council for Higher Education Accreditation；簡寫： CHEA）是美國授予學院和大學學位的組織。成立目的是提倡通過認證而提供國家對學術品質自我監管，以證實高等教育認證機構（包括地區，信仰，私人，職業和計劃認證機構）的質量。該組織約有3000多個學術機構成員，目前承認大約60個認證機構  。高等教育認證委員會總部設在華盛頓特區，是高等教育品質保證國際網絡的成員。